# Зал слуг

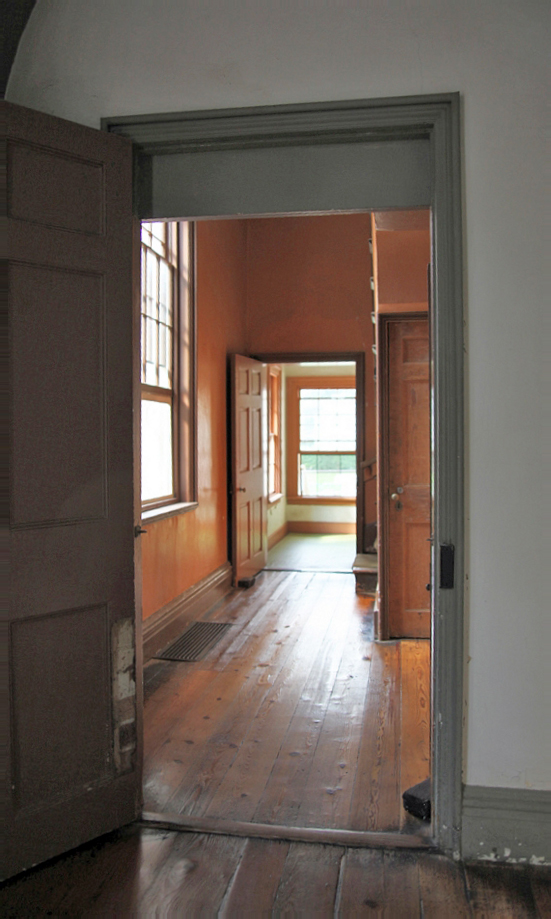
Вид із сімейної їдальні на прислугу. Будинок Арлінгтона.

Зал слуг — спільна кімната для домашніх робітників у великому будинку. Зазвичай цей термін стосується їдальні слуг.
Якщо немає окремої вітальні, зал слуг подвоюється, оскільки слуги можуть проводити години дозвілля, і він служить одночасно вітальнею та їдальнею.

## Передумови
Харчування в залі для прислуг часом було дуже формальною справою, залежно від розміру та офіційності домогосподарства. За вечерею в офіційному будинку дворецький і економка головували за столом так само, як господар та дама будинку робили "над сходами" (тобто в кімнатах, зайнятих роботодавцем). 
У вікторіанській Англії суворі правила пріоритету були відображені домашнім персоналом у великих або офіційних будинках у місцях для сидіння в залі слуг. Старший слуга, такий як покоївка дами, зайняв почесне місце, але йому довелося б "спуститися нижче" (тобто зайняти місце нижче за столом), якщо роботодавець приїжджого слуги випередив господиню будинку.